# Pureness
Singles de Aya Ueto
kizuna
(2002)
Pureness est le 1ersingle de Aya Ueto sorti sous le label Pony Canyon le 28 août 2002 au Japon. Il atteint la 4e place du classement de l'Oricon. Il se vend à 46 140 exemplaires la première semaine, et reste classé pendant 8 semaines, pour un total de 96 350 exemplaires vendus. C'est son 2e single le plus vendu.
Pureness et Puzzle se trouvent sur l'album AYAUETO, Pureness se trouve également sur la compilation Best of Aya Ueto: Single Collection.

## Liste des titres
| 1. | Pureness                | T2ya              | T2ya                  | 4:06 |
| 2. | Breath of My Heart      | Yōji Kubota       | Miki Watabe, CHOKKAKU | 3:59 |
| 3. | Puzzle                  | Natsumi Kobayashi | Shinichirō Murayama   | 3:42 |
| 4. | Pureness ~Instrumental~ | T2ya              | T2ya                  | 4:02 |

| 1. | Pureness  |  |
| 2. | Making of |  |